# Intradermální kožní test
Intradermální kožní alergický test (KAT) využívá testování alergií in vivo, tzn. aplikování alergenu intradermálně. Tento typ alergenodiagnostiky je považován za „zlatý standard“. Jedná se o nejběžnější pomocnou metodu užívanou k diagnostice atopické dermatitidy, přecitlivělosti na bleší kousnutí a bakteriální hypersenzitivity psa a kočky. Používají se speciální alergické kožní sety s různými počty a typem antigenů (používají se alergeny reprezentující daný region, ve kterém se pacienti pohybují). Vypovídající hodnota ale může být ovlivněna právě alergenovými extrakty (ve veterinární medicíně není zavedena přesná typizace extraktů, je také důležité spektrum testovaných alergenů, jejich ředění, zda používáme směsi alergenů, či lépe jednotlivé alergeny, správné skladování, aplikace…). Určitě by se neměly používat humánní sety (odlišné ředění antigenů, jiné alergeny, solvens). Kožní alergický test je ale pouze metodou pomocnou, protože se lze setkat s falešně pozitivními i negativními výsledky, které jsou způsobeny celou řadou faktorů.

## Falešně pozitivní reakce
Jako falešně pozitivní reakce lze považovat takové reakce, u kterých se objevila pozitivní kožní reakce po aplikaci alergenu, ale není doprovázena IgE zprostředkovanou reakcí. Mezi takové reakce lze zařadit:
- iritující solvens v setu – zvláště takové, které obsahují glycerin
- testovací alergeny kontaminované plísněmi nebo baktériemi
- přítomnost senzibilizujících protilátek v kůži (bez klinických příznaků atopie)
- nevhodná technika aplikace alergenů – traumatizace jehlou, tupá jehla, aplikace velkého objemu alergenu
- látky, které vyvolávají neimunologické uvolňování histaminu, např. narkotika
- podrážděná kůže (nadměrné reakce na všechny aplikované alergeny, vč. fyziologického roztoku)
- dermatografismus

Mezi nejčastější příčiny falešně negativní reakce patří:
- subkutánní aplikace alergenu,
- nízké množství alergenu způsobené malým objemem aplikovaného alergenu, vysokým ředěním alergenu, testování alergenů ve směsi, použití alergenů s prošlou expirací,
- lékové interference – vliv glukokortikoidů, antihistaminik, sedativ, progestagenů,
- anergie, tzn. testování pacienta v období vrcholu hypersenzitivní reakce,
- jiné faktory – říje, falešná březost, stres při celkovém onemocnění,
- endoparazitózy, ektoparazitózy (blokáda mastocytů antiparazitárními IgE),
- testování mimo sezónu (za 1 až 2 měsíce po odeznění klinických příznaků onemocnění),
- snížená reaktivita na histamin.

Uvádí se, že asi 10 až 30 % psů s atopickou dermatitidou může vykazovat falešně negativní reakce. Z uvedeného vyplývá, že je nutné mít tyto možnosti falešných výsledků na paměti při interpretaci výsledků.

## Testování pacienta
Při testování pacienta se musí nejdříve zjistit, zda je vůbec testovatelný (zkouška pomocí aplikace ředěného histaminu intradermálně). Pokud se neobjeví kopřivkový pupen po 15–30 minutách, nelze pacienta testovat. Testovat nelze ani pacienta s celotělovými změnami (pro tyto případy se používá další pomocnou metoda, tj. in vitro testace specifických IgE protilátek ze séra pacienta).
Pacient se testuje v boční poloze (pokud je pacient klidný, nemusí se ani použít sedaci), kdy na boční straně hrudníku se vystříhá srst, centrofixem se označí místa vpichu a přísně intradermálně se aplikují jednotlivé alergeny. Současně se aplikují i pozitivní (histamin) a negativní (fyziologický roztok) kontrolní roztoky. Výsledky testu se odečítají za 15–30 min, dle doporučení výrobce. Vzniklé kopřivkové pupeny se změří (délku, šířku) a porovnají s kontrolou.